# Bakary Gassama
Bakary Papa Gassama (Banjul, 10 febbraio 1979) è un arbitro di calcio gambiano.

## Carriera

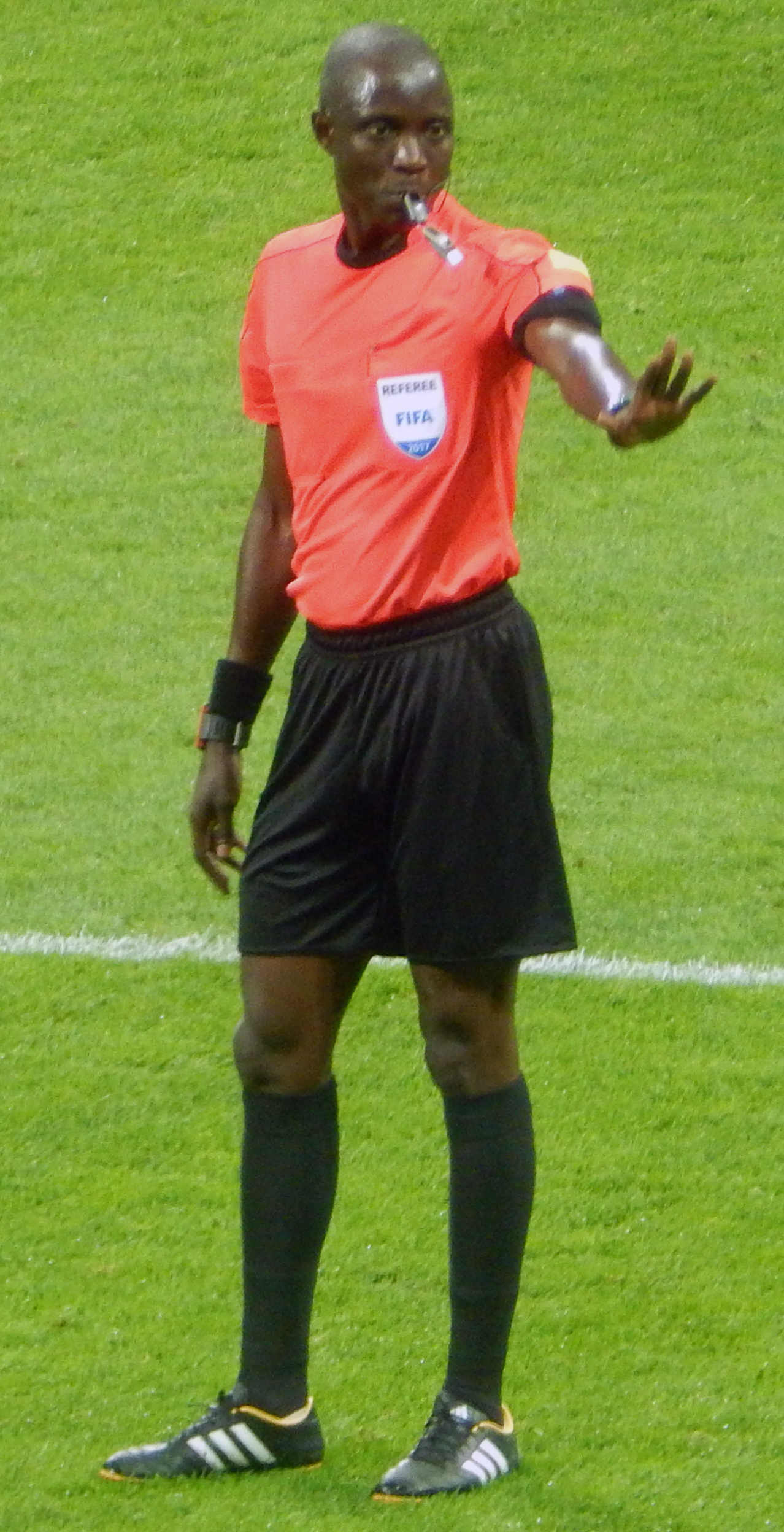
Bakary Papa Gassama alla Confederation Cup 2017

Arbitro della massima serie gambiana, Gassama è nominato internazionale con decorrenza dal 1º gennaio 2007. Fa il suo esordio in una gara tra nazionali maggiori nel febbraio del 2011, in occasione di una partita tra Ruanda e Tunisia.
Dal 2009 inizia a dirigere in CAF Champions League, la massima competizione per club della confederazione africana.
Nel gennaio 2012 è convocato dalla CAF per la Coppa d'Africa: si tratta della prima volta nella sua carriera. In questa circostanza, si mette abbastanza in luce dirigendo una partita della fase a gironi e successivamente un quarto di finale.
Nell'aprile del 2012 la FIFA lo inserisce in una prima lista di preselezionati per i Mondiali del 2014, convocandolo per il Torneo maschile di calcio delle Olimpiadi di Londra 2012. Nell'occasione, il fischietto gambiano dirige due partite della fase a gironi: il 26 luglio a Coventry Bielorussia-Nuova Zelanda 1:0 e il 1º agosto a Newcastle Brasile-Nuova Zelanda 3:0.
Nel settembre dello stesso anno è eletto in patria come miglior fischietto dell'anno, per gli importanti risultati conseguiti non solo in campo continentale, ma anche intercontinentale, dato il suo inserimento nella lista dei fischietti in lizza per il mondiale di campionato del mondo 2014.
Nel gennaio del 2013 è selezionato per la Coppa delle nazioni africane 2013. Per il fischietto gambiano, si tratta della seconda apparizione, dopo quella dell'anno precedente in Gabon e Guinea Equatoriale. Viene impiegato in due partite della fase a gironi, e successivamente dirige una delle semifinali, tra Mali e Nigeria.
Nel giugno del 2013 è selezionato dalla FIFA per prendere parte ai Mondiali Under 20 in Turchia. Nell'occasione, dirige due partite della fase a gironi.
Il 10 novembre 2013 è chiamato a dirigere, per la prima volta in carriera, la finale di ritorno della CAF Champions League 2013, tra gli egiziani dell'Al-Ahly e i sudafricani dell'Orlando Pirates.
Sempre nel novembre 2013 viene designato dalla commissione arbitrale FIFA per dirigere il ritorno di Nigeria-Etiopia, uno degli spareggi CAF per l'accesso ai mondiali di Brasile 2014.
Nel dicembre del 2013 è selezionato dalla FIFA per prendere parte alla Coppa del mondo per club 2013 in Marocco. Qui dirige due partite: dapprima il play off d'accesso per i quarti di finale, e successivamente una delle due semifinali.
Il 15 gennaio 2014 viene selezionato ufficialmente per i Mondiali 2014 in Brasile. Qui è chiamato a dirigere una partita valida per la terza giornata della fase a gironi, e cioè Paesi Bassi-Cile.
Il 7 luglio 2014 termina la sua esperienza in Brasile, essendo tra gli arbitri mandati a casa a seguito del taglio effettuato dopo i quarti di finale e prima delle ultime quattro gare.
Nel gennaio del 2015 è selezionato per la Coppa delle nazioni africane 2015, dove dirige due incontri della fase a gironi, un quarto di finale e la finale, vinta dalla Costa d'Avorio ai tiri di rigore contro il Ghana.
Nel gennaio del 2017 è selezionato per la Coppa d'Africa 2017, dove dirige due incontri della fase a gironi, più una semifinale.
Nel maggio 2017 viene resa nota dalla FIFA la sua convocazione alla Confederations Cup 2017, in programma a giugno 2017 in Russia, in cui dirige la gara Messico-Nuova Zelanda della fase a gironi.
Il 29 marzo 2018 viene selezionato ufficialmente dalla FIFA per i mondiali di Russia 2018, dove arbitra la partita tra Perù e Danimarca, valida per la prima giornata della fase a gironi.
Verrà selezionato anche tra gli arbitri della Coppa d'Africa 2021, dirigendo Nigeria-Egitto (fase a gironi) e Mali-Guinea Equatoriale (ottavi di finale).